# Caucagüita
 Caucagüita – miasto w Wenezueli, w stanie Miranda, w gminie Sucre.
Według danych szacunkowych na rok 2015 liczy 74 700 mieszkańców.